# Kimmell
Kimmell ist eine als Census-designated place (CDP) definierte Siedlung in Noble County im US-Bundesstaat Indiana. Die Volkszählung von 2020 erfasste 433 Einwohner. Der CDP wurde im Jahr 2010 erstmals vom United States Census Bureau definiert.

## Lage
Der Ort liegt bei den Koordinaten 41° 23' 41.96" Nord und 85° 32' 55.44" West auf einer Höhe von 278 Metern über dem Meeresspiegel zwischen Elkhart  und Fort Wayne. Die 2,6 km² große Fläche des Gebietes setzt sich zusammen aus 2,5 km² Land- und 0,1 km² Wasserfläche. Durch Kimmel führt die US-33, die hier dem historischen Lincoln Highway entspricht.